# بنجامین جنتون
بنجامین جنتون (انگلیسی: Benjamin Genton؛ زادهٔ ۲۰ مهٔ ۱۹۸۰) بازیکن فوتبال اهل فرانسه است.
از باشگاه‌هایی که در آن بازی کرده‌است می‌توان به باشگاه فوتبال لو آور و باشگاه فوتبال لوریان اشاره کرد.